# Alston Wise
Alston Wise   (Winnipeg, 29 d'octubre de 1904 - Vancouver, 23 de setembre de 1984) va ser un jugador d'hoquei sobre gel canadenc que va competir durant les dècades de 1920 i 1930. Estudià a la Universitat de Manitoba.
Amb el Winnipeg Hockey Club guanyà l'Allan Cup de 1931. El 1932 va prendre part en els Jocs Olímpics de Lake Placid, on guanyà la medalla d'or en la competició d'hoquei sobre gel.